# 松ヶ崎村 (新潟県)
松ヶ崎村（まつがさきむら）は、かつて新潟県佐渡郡にあった村。

## 地理
- 島嶼:佐渡島

## 沿革
- 1889年（明治22年）4月1日 - 町村制施行に伴い羽茂郡松ヶ崎村、多田村、河内村、丸山村が合併し、松ヶ崎村が発足。
- 1896年（明治29年）4月1日 - 郡の統合により佐渡郡に所属[1]。
- 1955年（昭和30年）3月31日 - 佐渡郡畑野村と合併し畑野村を新設して消滅。